# Sleigh Bells (film)
Sleigh Bells è un film del 1928 diretto da Walt Disney. È un cortometraggio animato, il 20° con protagonista Oswald il coniglio fortunato. Fu distribuito dalla Universal Pictures il 23 luglio 1928.